# Cladiella suezensis
Cladiella suezensis is een zachte koraalsoort uit de familie Alcyoniidae. De koraalsoort komt uit het geslacht Cladiella. Cladiella suezensis werd in 1944 voor het eerst wetenschappelijk beschreven door Tixier-Durivault. 